# Diario di un delicato
Diario di un delicato è un romanzo dello scrittore e saggista francese Drieu La Rochelle

## Trama
Queste pagine sono un diario intimo dell'incapacità di Drieu a inserirsi nel quotidiano, nella vita borghese. È il racconto di una solitudine che si autoalimenta anche davanti al rapporto con Jeanne, la donna amata o che crede di amare e che rappresenta la vita stessa.
Drieu si ritrae, fugge davanti ad ogni responsabilità che possa portarlo ad avere affetti “borghesi” come la nascita di un figlio. Ama solo se stesso, la sua solitudine, il suo porsi al di fuori per poter osservare se stesso e ciò che lo circonda. Il libro, uscito nel 1944 cioè un anno prima del suicidio, è l'analisi di un rapporto sentimentale che Drieu inquadra dieci anni prima, ma in esso inserisce tutto il disagio che lo sta conducendo verso la morte. Costanti, come nel Diario, i riferimenti religiosi o meglio ad un misticismo che ricerca in modo spasmodico un riferimento, non tanto etico perché non vi è conflitto tra il bene e il male, quanto trascendente. Il desiderio di ritornare a rivedere il Partenone come luogo simbolico di congiunzione tra una religiosità antica e fede in Dio, la ricerca di punti di contatto tra le religioni orientali e il Cristianesimo sono, con altri, elementi ricorrenti del pensiero di Drieu. Non mancano i riferimenti all'antisemitismo, un tema che caratterizza la cultura fascista in Francia come altrove, e attribuiva agli ebrei ciò che veniva giudicato malato nel mondo moderno. Drieu è profondamente borghese nella formazione, pur non provenendo da una classe elevata, perché è snob, perché in prime nozze sposa una ricca ebrea, il che, forse, aumenta il suo rancore antisemita, perché tutti i suoi atteggiamenti psicologici appartengono alla borghesia e, nella contraddizione che segna ogni suo atto, odia questa classe e se ne augura l'annientamento, prima attraverso il fascismo, poi con il comunismo. È borghese nella sua vigliaccheria, non dettata da convenienza ma da intima insicurezza, che non può non sfociare in reazioni abnormi come nel rapporto con l'editore presso cui lavora. 
«Non posso impedirmi di guardare in continuazione le persone intorno a me, e questo è un grande peccato, perché più le guardo e più le odio. Un odio tranquillo, dolce, gioviale, che forse non le ferisce mai, ma sicuramente ferisce me. Non sarebbe più sano odiarle attivamente, invadendole, sfruttandole?.»
«Per tutta la vita sono stato ossessionato dal tema delle isole. Quando sono su un'isola mi sembra di essere nel mio posto ideale: nella terra e lontano dalla terra, nell'umano e lontano dall'umano.»
Queste due frasi possono correttamente sintetizzare l'atteggiarsi di Drieu verso la vita.
Da leggere l'intervista di Frédérich Grover a Louis Aragon che ben mette in luce l'astio che ancora conserva verso Drieu che “aveva scoperto la sua sessualità”.

## Edizioni
- Drieu La Rochelle, Diario di un delicato, traduzione di Milo De Angelis, SE, 1998,  p. 104.